# Andrés Aldama
Andrés Aldama Cabrera (Matanzas, 9 april 1956) is een Cubaans voormalig bokser. Hij werd olympisch kampioen in de weltergewichtklasse op de Olympische Spelen van 1980. Ook won hij het zilver in de halfweltergewichtklasse tijdens de Olympische Spelen in 1976. Hij verloor in de finale van Sugar Ray Leonard.

## Erelijst

### Olympische Spelen
- 1980 in Moskou, Rusland (– 67 kg)
- 1976 in Montréal, Canada (– 63,5 kg)

### Pan-Amerikaanse Spelen
- 1979 in San Juan, Puerto Rico (– 67 kg)

1904: Albert Young ·
1920: Bert Schneider ·
1924: Jean Delarge ·
1928: Ted Morgan ·
1932: Edward Flynn ·
1936: Sten Suvio ·
1948: Július Torma ·
1952: Zygmunt Chychła ·
1956: Nicolae Linca ·
1960: Nino Benvenuti ·
1964: Marian Kasprzyk ·
1968: Manfred Wolke ·
1972: Emilio Correa ·
1976: Jochen Bachfeld ·
1980: Andrés Aldama ·
1984: Mark Breland ·
1988: Robert Wangila ·
1992: Michael Carruth ·
1996: Oleg Saitov ·
2000: Oleg Saitov ·
2004: Bachtijar Artajev ·
2008: Bachit Sarsekbajev ·
2012: Serik Sapijev ·
2016: Danijar Jeleoessinov ·
2020: Roniel Iglesias ·
2024: Asadkhuja Muydinkhujaev